# RedeTV! Recife
RedeTV! Recife é uma emissora de televisão brasileira sediada em Recife, capital do estado de Pernambuco. Opera no canal 6 (25 UHF digital), e é uma emissora própria da RedeTV!, transmitindo seu sinal para a Grande Recife e áreas próximas. Seus estúdios ficam no 6.º andar do Edifício José Borba Maranhão, no bairro de Santo Amaro, e seus transmissores estão na torre da TV Globo Pernambuco, no mesmo bairro.

## História
A emissora foi fundada em 15 de novembro de 1999, através do canal 6 VHF, sucedendo a antiga TV Manchete Recife, emissora própria da Rede Manchete, que havia sido comprada pelos empresários Amilcare Dallevo Jr. e Marcelo de Carvalho, fundando a RedeTV!.
Desde sua fundação, a RedeTV! Recife ocupa um pequeno escritório no 6.º andar do Edifício José Borba Maranhão, localizado em Santo Amaro. Da antiga sede da TV Manchete em Olinda, o prédio contíguo ficou lacrado, e a torre de transmissão foi utilizada através de um aluguel com a massa falida da antiga rede até 2018, quando os transmissores foram transferidos para a capital.

## Sinal digital
| Canal virtual | Canal digital | Resolução de tela | Programação                             |
| ------------- | ------------- | ----------------- | --------------------------------------- |
| 6.1           | 25 UHF        | 1080i             | Programação da RedeTV! Recife / RedeTV! |
| 6.2           | 25 UHF        | 1080i             | Universo EADTV                          |

A emissora iniciou suas transmissões digitais em 19 de setembro de 2010, através do canal 19 UHF, retransmitindo apenas o sinal da RedeTV! gerado em São Paulo, e passando a retransmitir a programação local em 2012. O sinal digital da emissora operava em baixa potência, o que acabava prejudicando a sua recepção em alguns pontos da Região Metropolitana do Recife. Esse problema só foi solucionado em 8 de maio de 2018, quando a emissora migrou para o canal 25 UHF.
Ao lançar o sinal digital, passou a transmitir a programação da rede em 3D, pelo sub-canal 6.2. A transmissão durou até 15 de junho de 2015, e o canal foi tirado do ar em 23 de julho de 2017. Em 21 de fevereiro de 2021, a emissora reativou o canal 6.2, passando a exibir teleaulas do Universo EADTV, fruto de uma parceria da RedeTV! com a Universidade Cesumar.
Transição para o sinal digital
Com base no decreto federal de transição das emissoras de TV brasileiras do sinal analógico para o digital, a RedeTV! Recife, bem como as outras emissoras do Recife, cessou suas transmissões pelo canal 6 VHF em 26 de julho de 2017, seguindo o cronograma oficial da ANATEL. O sinal da emissora foi interrompido às 23h59 durante a exibição do Superpop, sendo substituído por um aviso do MCTIC e da ANATEL sobre o switch-off.